# عزيز الروح (مسلسل)
عزيز الروح مسلسل تلفزيوني كويتي من بطولة محمد المنصور ، حسين المنصور، هدى الخطيب، عبير أحمد، لمياء طارق، حمد العماني، عرض في شهر رمضان 2023، وهو من تأليف الكاتب عبدالله حافظ ، ومن إخراج المخرج البحريني مصطفى رشيد.

## طاقم العمل

### الممثلون
- محمد المنصور    بدور «« صالح »»
- حسين المنصور    بدور «« سعود »»
- هدى الخطيب    بدور «« نورية »»
- عبير أحمد     بدور «« حصة _ نهى »»
- لمياء طارق    بدور «« نور »»
- حمد العماني    بدور «« إبراهيم »»
- شهاب حاجية    بدور «« سيف »»
- أحمد النجار     بدور «« حمود »»
- كفاح الرجيب    بدور «« فرح »»
- غرور صفر   بدور «« في »»
- فخرية خميس  بدور  «« خولة _ أم باسل »»
- محمد الحملي    بدور  «« خلف _ ضيف شرف »»

## ملخص القصة
بعد عودته من الخارج، يقرر سعود الاستقرار والزواج، ويأخذ بنصيحة شقيقه صالح بالزواج من حصة، ولكن يدخل الشك إلى قلب سعود ويعتقد باستيلاء صالح على أمواله وسرقته، فيفض شراكته معه، ويترك المنزل، وتصير قطيعة بين الشقيقين يعقبها ما لم يكن في الحسبان.